# Neuendorf am Speck
Neuendorf am Speck ist ein Ortsteil der Ortschaft Groß Schwechten der Hansestadt Stendal im Landkreis Stendal in Sachsen-Anhalt, (Deutschland).

## Geographie
Neuendorf am Speck, ein Straßendorf mit Kirche, liegt 2½ Kilometer südwestlich von Groß Schwechten und 8 Kilometer nordwestlich von Stendal am Speckgraben, der südlich der Krepe in die Uchte mündet.
Nachbarorte sind Schinne im Westen, Groß Schwechten im Nordosten, Peulingen im Südosten und Belkau im Südwesten.

## Geschichte

### Mittelalter bis Neuzeit
Einige Autoren meinen, der Ort wäre kurz nach 568 durch die Sachsen gegründet worden und die erstmalige urkundliche Erwähnung erfolgte im Jahr 1212 unter dem Namen „Nyendorp“.
Im Jahre 1270 wird der Ort als in niendorp erwähnt. Die Markgrafen Johann II., Otto IV. und Konrad inkorporierten die Kirche in Neuendorf dem Kellermeisteramt des Stendaler Stiftes. Im Landbuch der Mark Brandenburg von 1375 wird das Dorf als Nyendorpp aufgeführt. An Rande steht ein Zusatz aus dem 17. Jahrhundert „Nyendorp, sonst am Speck genannt“. Weitere Nennungen sind 1391 yn deme dorpe to Nyendorpe, dat dar lycht by puwelynghe, 1540 nyendorpe, nigendorphe mit dem Zusatz up den Speck, Neuendorff auffm Speck.
Der Geschichtsschreiber Beckmann schrieb 1753: „Das Dorf haben sonst nach einiger muthmassung die Herren von Speck besessen und sollen von dem adlichen hoffe nocht überbleiblsele vorhanden sein. Diese mögen wohl auch dem Graben den Namen gegeben haben.“ Johann Ernst Fabri schrieb 1797 „Neuendorf am Speck (Fluß) oder Speck-Neuendorf, um es von dem am Damm zu unterscheiden, hat 24 Feuerstellen und eine Windmühle.“
Im Jahre 2012 fand anlässlich der 800-Jahr-Feier ein Festumzug statt, in dem Szenen aus der Dorfgeschichte nachgespielt wurden.

### Herkunft des Ortsnamens
Heinrich Sültmann meinte im Jahre 1932, die Namen 1270 niendorp, 1540 nvendorpe, nigendorphe mit dem Zusatz „up den Speck“, von althochdeutsch „spacho“ für „Rute, Zweig“, bezeichnen den an einem gefertigten Damm gelegenen Ort, der den zur Uchte fließenden Graben sicherte, der fälschlich „Speck“ genannt würde.

### Vorgeschichte
Funde aus spätrömischer Zeit in Neuendorf, keramische Gefäße, werden im Altmärkischem Museum in Stendal aufbewahrt. Der Fund des thüringischen Bügelfibel-Paares aus dem 5. Jahrhundert aus Neuendorf ist offenbar Neuendorf am Speck zuzuordnen. In archäologischer Literatur ist als Fundort „Neuendorf, Landkreis Stendal“ angegeben.

### Ersterwähnung 1212
Der Historiker Peter P. Rohrlach schreibt: „Nach den Angaben von Wilhelm Zahn wurde der Ort 1212 erstmals erwähnt. Zum Jahre 1212 wird aber nur ein Albertus de Niendorp erwähnt, auch zum Jahre 1215 genannt. Ob bei der Häufigkeit des Ortsnamens Neuendorf gerade Neuendorf am Speck gemeint ist, ist jedenfalls nicht sicher.“ Die Angabe „nyendorp“ bezieht sich bei Zahn nicht auf die Ersterwähnung, er gibt kein Jahr dazu an.

### Eingemeindungen
Ursprünglich gehörte das Dorf zum Stendalschen Kreis der Mark Brandenburg in der Altmark. Zwischen 1807 und 1813 lag es im Kanton Schinne auf dem Territorium des napoleonischen Königreichs Westphalen. Nach weiteren Änderungen gehörte die Gemeinde ab 1816 zum Kreis Stendal, dem späteren Landkreis Stendal.
Am 25. Juli 1952 wurde die Gemeinde Neuendorf am Speck in den neuen Kreis Stendal umgegliedert. Am 1. Oktober 1973 wurde die Gemeinde Neuendorf am Speck in die Gemeinde Groß Schwechten eingemeindet.
Mit der Eingemeindung von Groß Schwechten am 1. Januar 2010 nach Stendal kam der Ortsteil Neuendorf am Speck zur neu errichteten Ortschaft Groß Schwechten und als Ortsteil zur Hansestadt Stendal.

### Einwohnerentwicklung
| Jahr | Einwohner |
| ---- | --------- |
| 1734 | 134       |
| 1772 | 137       |
| 1790 | 130       |
| 1798 | 136       |
| 1801 | 137       |
| 1818 | 168       |
| 1840 | 193       |

| Jahr | Einwohner |
| ---- | --------- |
| 1864 | 212       |
| 1871 | 210       |
| 1885 | 208       |
| 1892 | [00]206   |
| 1895 | 217       |
| 1905 | 206       |
| 1910 | [00]223   |

| Jahr | Einwohner |
| ---- | --------- |
| 1925 | 219       |
| 1939 | 203       |
| 1946 | 348       |
| 1964 | 248       |
| 1971 | 235       |
| 2013 | [00]118   |
| 2014 | [00]116   |

| Jahr | Einwohner |
| ---- | --------- |
| 2018 | [00]104   |
| 2019 | [00]099   |
| 2021 | [00]105   |
| 2022 | [00]101   |
| 2023 | [0]106    |

Quelle, wenn nicht angegeben, bis 1971:

## Religion
Die evangelische Kirchengemeinde Neuendorf am Speck, die früher zur Pfarrei Neuendorf am Speck bei Stendal gehörte, wird betreut vom Pfarrbereich Stendal, St. Jacobi im Kirchenkreis Stendal im Bischofssprengel Magdeburg der Evangelischen Kirche in Mitteldeutschland.
Die ältesten überlieferten Kirchenbucheinträge für Neuendorf am Speck stammen aus dem Jahre 1721.
Die katholischen Christen gehören zur Pfarrei St. Anna in Stendal im Dekanat Stendal im Bistum Magdeburg.

## Kultur und Sehenswürdigkeiten

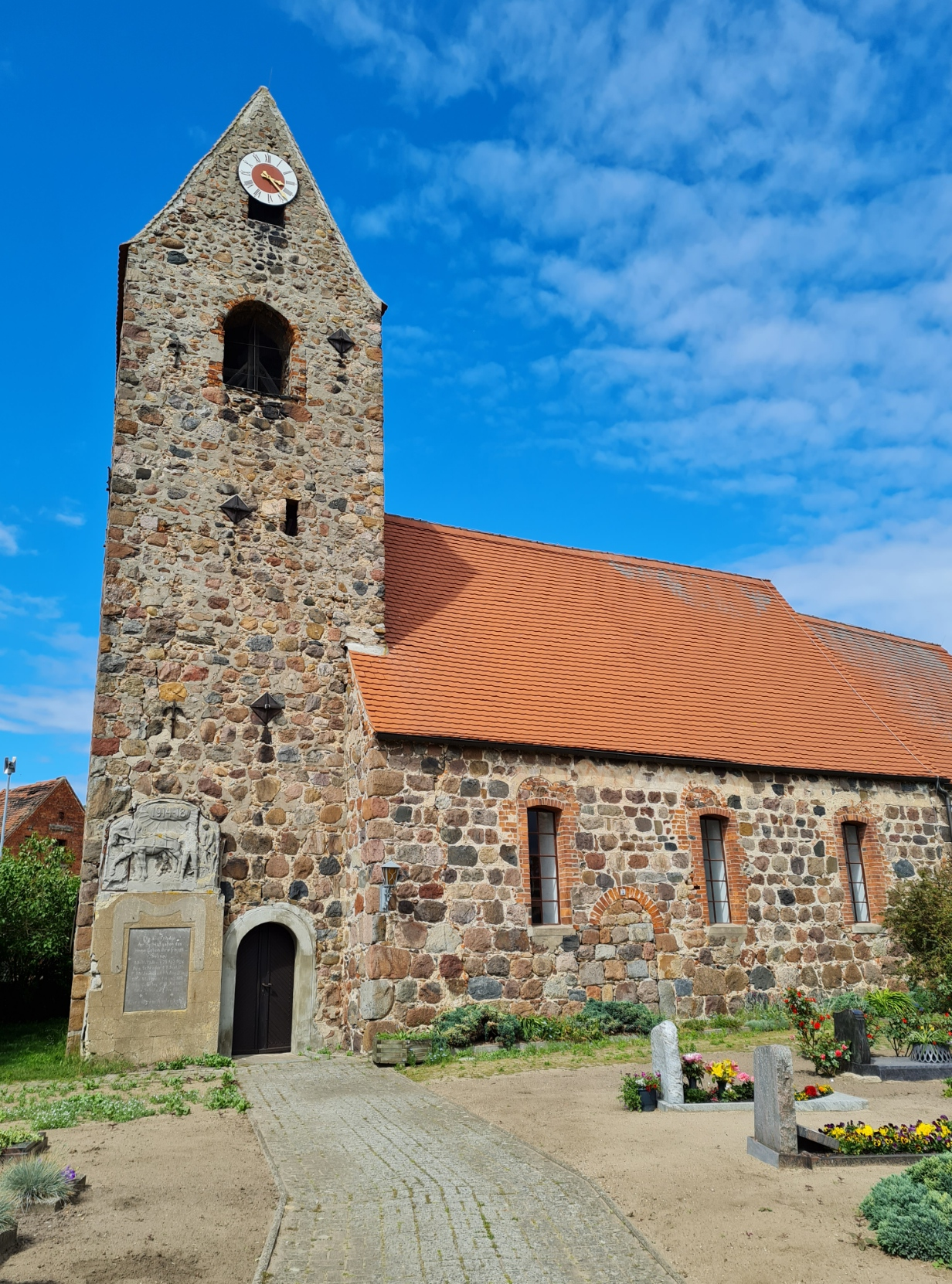
Kirche mit Friedhof und Denkmal

### Dorfkirche
Die evangelische Dorfkirche Neuendorf am Speck, ein Feldsteinbau, dessen Langhaus aus dem 12. Jahrhundert stammt, wurde später um einen Turm erweitert, der wegen Einsturzgefahr 1817 saniert wurde.
Stichbogenförmige Fenster erhellen das Bauwerk, in ursprünglicher Form erhalten sind noch die drei Apsisfenster und das heute vermauerte Rundbogenportal an der Südseite. Im Turm ist ein querliegendes Tonnengewölbe aus Backstein eingezogen. Das Schiff ist flachgedeckt. Die Ausstattung stammt aus dem 19. Jahrhundert, der Orgelprospekt aus der Zeit um 1750, eine Glocke von 1363.

### Umgebung
- Der Ortsfriedhof ist auf dem Kirchhof.
- Auf dem Friedhof an der Kirche steht ein Denkmal für die Gefallenen des Ersten Weltkrieges, ein Relief mit pflügenden und betenden Bauern und eingelassener Namenstafel.[31]

## Verkehr
Es verkehren Linienbusse und Rufbusse von stendalbus.

## Persönlichkeiten
In Neuendorf wurde der spätere Schuhfabrikant Wilhelm August Pape (1830–1914) geboren.

## Sage – Wie der „Speckgraben“ zu seinem Namen kam

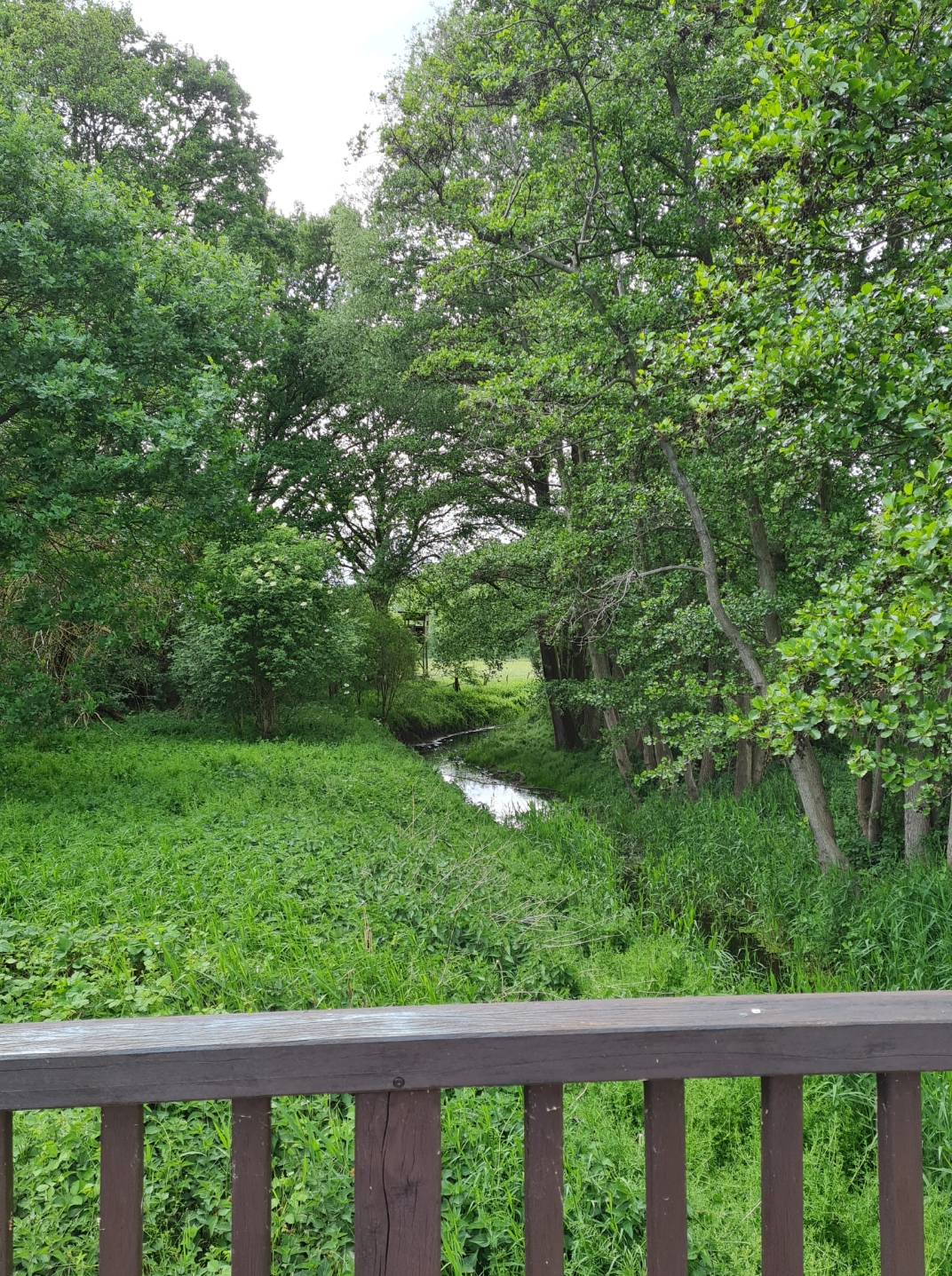
Speckgrabenbrücke an der B 189

In einer Sagensammlung aus dem 20. Jahrhundert wurde diese Sage auf Platt übermittelt. Eugen Gliege erzählte die Sage im Jahre 2006 nach. Einst kam durch Neuendorf ein Handwerksbursche, der stahl einem Bauern eine mächtige Speckseite aus der Vorratskammer. Den Speck band er sich mit einem Strick um den Hals. Als er die Brücke im sogenannten Spring in Richtung Peulingen erreichte, setzte er sich auf das Brückengeländer, doch er bekam Öwergewicht und fiel trüggworts. Speck und Dieb fielen in den Graben. Der Dieb ertrank.